# Сысоево (Кировская область)
Сысоево — деревня в составе Немского района Кировской области. 

## География
Находится на расстоянии примерно 10 километров по прямой на запад-северо-запад от районного центра поселка Нема.

## История
Деревня известна с 1717 года, когда в ней (на тот момент починок Над Средним Ключом) было учтено 9 дворов, в 1778 году 48 жителей. В 1873 году учтено дворов 36 и жителей 279, в 1905 41 и 311, в 1926 45 и 214, в 1950 28 и 62 соответственно, в 1989 45 жителей. До 2021 года входила в  Архангельское сельское поселение Немского района, ныне непосредственно в составе Немского района.

## Население
Постоянное население  составляло 29 человек (русские 86%) в 2002 году, 25 в 2010.